# Мирний сільський округ (Осакаровський район)
Ми́рний сільський округ (каз. Мирный ауылдық округі, рос. Мирный сельский округ) — адміністративна одиниця у складі Осакаровського району Карагандинської області Казахстану. Адміністративний центр — село Мирне.
Населення — 462 особи (2021; 634 у 2009, 952 у 1999, 1685 у 1989).
Станом на 1989 рік існувала Мирна сільська рада (села Звєзда, Мирне, селище Первомайське) ліквідованого Молодіжного району. Пізніше село Звєзда утворило окремий Звьоздний сільський округ. 2007 року було ліквідовано село Первомайське.

## Склад
До складу округу входять такі населені пункти:
| Населений пункт    | Населення, осіб (1989) | Населення, осіб (1999) | Населення, осіб (2009) | Населення, осіб (2021) |
| ------------------ | ---------------------- | ---------------------- | ---------------------- | ---------------------- |
| Мирне, село        | 1566                   | 927                    | 634                    | 462                    |
| Первомайське, село | 119                    | 25                     | -                      | -                      |